# Ritratto di Carlo I a cavallo (Prado)
Il quadro raffigura il Carlo I d'Inghilterra a cavallo secondo il gusto ritrattistico tipico del Seicento. Si è incerti sulla paternità del dipinto, che probabilmente è stato realizzato dai collaboratori di van Dyck.